# Quartet de corda núm. 3 (Bautista)
El Quartet de corda núm. 3, op.22, és una composició de Julián Bautista. És la seva darrera obra, escrita el 1958 pel Concurso Interamericano de la Asociación Argentina de Cámara de Buenos Aires. Es va estrenar el 17 d'octubre del 1958 al Festival de Música Contemporánea Americana, a Buenos Aires.

## Antecedents històrics
En la segona dècada del segle XX es va desenvolupar una línia alternativa a Espanya, encapçalada pels compositors de la Generació de la República o de la Generació del 27, el nom del qual prové de la celebració en 1927 del tricentenari de la mort de Luis de Góngora per músics i escriptors amb preocupacions estètiques similars. A més de les tendències impressionistes i neoclàssiques evidents en un procés de refinament expressiu i la restricció dels mitjans de comunicació sonora, el treball d'aquests compositors va ser profundament marcat pel llenguatge nacionalista de Manuel de Falla. Entre ells, Julián Bautista, Gustavo Pittaluga, Fernando Rebla, Salvador Bacarisse, Jesús Bal i Gai, Rosa García Ascot, Rodolfo Halffter i Juan José Mantecón, així com el musicòleg Adolfo Salazar.
Després d'aquesta època, arran de la Guerra Civil i el posterior aïllament d'Espanya de la resta d'Europa, la música espanyola va sofrir una reculada en la progressió de l'activitat composicional de la qual no es va recuperar durant alguns anys. Diversos compositors van ser obligats a abandonar el territori espanyol a causa del seu rebuig al règim feixista. La majoria de la Generació del 27 va acabar instal·lant-se en diverses parts d'Europa i, en particular, a Amèrica Llatina.
Els seus dos quartets de corda anteriors (1923 i 1925) ja van ser guardonats amb el Premi Nacional.

## Origen i context
Va ser la darrera obra de Julián Bautista i representa la culminació de la seva música de cambra. Escrita el 1958, va ser guanyadora del Primer Premi del Concurso Interamericano de la Asociación Argentina de Cámara de Buenos Aires. Es va presentar sota el pseudònim Diaphonia i va concursar entre 32 obres. El jurat va estar integrat per Camargo Guarnieri (Brasil), Juan Orrego Salas (Xile) i Roberto García Morillo (Argentina).
Formalment està a prop dels últims quartets de Bartók i mostra al compositor a la seva maduresa.És una obra fluida i consumada, però sense distinció, en un llenguatge eclèctic, afruitat i harmoniós, que es deu a Milhaud, entra d'altres.

### Estrena
Es va estrenar el 17 d'octubre de 1958 al Teatro Cómico de Buenos Aires.
L'estrena va ser en ocasió del Festival de Música Contemporánea Americana, organitzat per l'Asociación de Concierto de Cámara de Argentina. El Quartet de cuerda núm. 3 es va estrenar havent obtingut el Primer Premi del Concurs organitzat amb motiu del Festival. Va tenir la participació del Cuarteto Acedo, integrat per Eduardo Acedo i Rino Brunello als violins, André Vancoillie a la viola i Alberto Casuscelli al violoncel.
El 13 de juliol de 1959 es va tornar a interpretar a l'Instituto de Extensión Musical de la Universidad de Chile, amb la participació del Cuarteto Chile, integrat per Enrique Iniesta, Ernesto Ledermann, Zoltan Fischer i Ángel Ceruti.